# 슈거 애플 페어리 테일
슈거 애플 페어리 테일(シュガーアップル・フェアリーテイル, Sugar Apple Fairy Tale)는 미카와 미리가 집필하고 아키가 그림을 그린 일본의 판타지 라이트 노벨 시리즈이다. 가도카와 쇼텐은 가도카와 빈즈 문고 출판사에서 2010년 3월부터 19권의 책을 출판했다. 알토 유키무라의 예술로 각색된 만화는 2012년 11월부터 2014년 10월까지 하쿠센샤의 하나토유메 온라인 웹사이트를 통해 온라인으로 연재되었다. 단행본 두 권으로 수집되었다. 요조라노 우동의 삽화가 포함된 두 번째 만화 각색은 2021년 11월부터 2023년 12월까지 가도카와 쇼텐의 청년 만화 잡지 영 에이스에 연재되었으며, 코노사기의 그림이 포함된 세 번째 만화 각색판은 2023년 8월부터 카도카와 쇼텐의 플로스 코믹 웹사이트를 통해 온라인으로 연재되었다. 라이트 노벨과 두 번째 만화는 모두 북미에서 옌 프레스에 의해 라이선스되었다. J.C.STAFF가 제작한 애니메이션 TV 시리즈로 2023년 1월부터 9월까지 방영되었다.

## 구성
앤 할퍼드(Anne Halford)는 어머니의 뒤를 이어 왕족만이 수여하는 칭호인 실버 슈거 마스터가 되기로 결심한 사탕 공예가이다. 수도로 여행을 떠나 꿈을 이루기 위해 그녀는 잘생겼지만 입이 험난한 요정 샤를을 자신의 경호원으로 사들인다. 앤은 새로운 동반자와 친구가 되고 싶어하지만, 요정들이 날개 중 하나를 소유하면 재산으로 취급되는 이 왕국에서 샤를은 인간과 아무 관계도 맺고 싶어하지 않는다.